# Цвильово (селище при залізничній станції)
Цвильово (рос. Цвылёво) — селище залізничної станції у Тихвінському районі Ленінградської області Російської Федерації.
Населення становить 21 особу. Належить до муніципального утворення Цвильовське сільське поселення.

## Історія
Населений пункт розташований на історичній Новгородській землі, знищеній Московським царством у 15 столітті.
Згідно із законом від 1 вересня 2004 року № 52-оз належить до муніципального утворення Цвильовське сільське поселення.

## Населення
| 1997 | 2002 | 2007  | 2010 |
| ---- | ---- | ----- | ---- |
| 24   | ↗30  | ↗1107 | ↘21  |